# Loge (vattendrag i Angola, Bengo)
Loge är ett vattendrag i Angola.   Det ligger i provinsen Bengo, i den nordvästra delen av landet, 110 kilometer norr om huvudstaden Luanda.
Trakten runt Loge består i huvudsak av gräsmarker. Runt Loge är det mycket glesbefolkat, med 7 invånare per kvadratkilometer.